# 27 de abril
El 27 de abril es el 117.º (centésimo decimoséptimo) día del año en el calendario gregoriano y el 118.º en los años bisiestos. Quedan 248 días para finalizar el año.

## Acontecimientos
- 483 a. C. (día de la luna llena del mes vishaka del 21 de abril al 21 de mayo):[1] en Kushinagar (India) fallece Buda, creador del budismo.
- 395: el emperador romano Arcadio se casa con Aelia Eudoxia, hija del general franco Flavio Bauto. Ella se convierte en una de las emperatrices más poderosas de fines de la Antigüedad.
- 711: en la península ibérica, mientras el rey Don Rodrigo se enfrenta a los vascones, Táriq ibn Ziyad llega a Tarifa (Cádiz) con entre 7000 y 12 000 hombres y derrota a las fuerzas de Sancho, sobrino de Rodrigo, comenzando así la conquista musulmana de la península.
- 1296: en la primera guerra de Independencia de Escocia, el ejército escocés de John Balliol es derrotado por el ejército inglés comandado por John de Warenne en la batalla de Dunbar.
- 1521: en Mactán (Filipinas), el navegante español Fernando de Magallanes es asesinado por los aborígenes liderados por Lapu-Lapu.
- 1522: en la batalla de Bicocca, las fuerzas combinadas del Reino de España y los Estados Papales derrotan al ejército francés y veneciano.
- 1539: en el Nueva Granada (actual Colombia), Nikolaus Federmann y Sebastián de Belalcázar refundan la villa de Santa Fe de Bogotá.
- 1565: en la isla de Cebú (Filipinas), los españoles fundan la villa de Cebú (primer asentamiento español en esas islas), en el mismo lugar donde el rajá Humabón envenenó a los soldados de Fernando de Magallanes.
- 1570: en Roma, el papa Pío V declara que la reina inglesa Isabel I es una hereje.
- 1667: en Inglaterra, el escritor John Milton, ciego y empobrecido, vende por 10 libras esterlinas los derechos de autor de su libro Paraíso perdido.
- 1673: en Francia, Jean-Baptiste Lully estrena su ópera Cadmus et Hermione.
- 1706: las tropas franco-españolas de Felipe V levantan el sitio de Barcelona durante la Guerra de Sucesión.
- 1709: en la Ciudad de México se inaugura la antigua Basílica de Guadalupe, donde permanecerá la imagen de la Virgen durante casi tres siglos hasta octubre de 1976.
- 1810: en Alemania, Ludwig van Beethoven compone su famosa pieza para piano, Para Elisa.
- 1813: en Chile, las fuerzas patriotas sorprenden al ejército realista en Yerbas Buenas, obligándolo a replegarse más al sur.
- 1820: en el centro norte de Argentina, Juan Felipe Ibarra inicia una revolución que declara la autonomía de la provincia de Santiago del Estero.
- 1821: en la zona de León (Argentina), al norte de San Salvador de Jujuy, un grupo de gauchos jujeños al mando del coronel José Ignacio Gorriti derrotan al ejército español (Día Grande de Jujuy).
- 1832: cerca de Argel, combate por primera vez la Legión extranjera (grupo de mercenarios).
- 1835: a lo largo de la costa de Perú, Charles Darwin inicia un viaje por tierra.
- 1838: en Costa Rica se funda la aldea de Grecia.
- 1848: en Francia se promulga el decreto de abolición de la esclavitud.
- 1852: en la ciudad de Córdoba (Argentina), la revolución encabezada por el coronel Pizarro derroca al gobernador Manuel López, quien había estado en el Gobierno desde 1835.
- 1861: en Washington (Estados Unidos), el presidente Abraham Lincoln suspende las solicitudes de hábeas corpus.
- 1864: en Toro (España), el sacerdote Jerónimo Usera funda la Congregación de Hermanas del Amor de Dios.
- 1865: el buque a vapor Sultana, que llevaba 2400 pasajeros, explota y se hunde en el río Misisipi. Mueren 1800, la mayoría sobrevivientes de la guerra civil, de las prisiones de Andersonville y Cahaba.
- 1865: el Senado del estado de Nueva York crea la Universidad Cornell.
- 1872: en la provincia de Santa Fe (Argentina) el general Manuel Obligado funda la villa de Reconquista.
- 1873: en la ciudad de Buenos Aires (Argentina) se funda el barrio de Saavedra.
- 1904: en Australia, Partido Laborista ―liderado por Chris Watson― se convierte en el primer partido de ese tipo que asciende a un Gobierno.
- 1909: en Turquía, el sultán del Imperio otomano Abdul Hamid II (dos semanas después de haber recuperado el poder) es derrocado por su hermano, Mehmed V.
- 1914: Honduras firma el tratado sobre derechos de autor Convención de Buenos Aires (de 1910).
- 1925: en Marruecos (invadido por Francia), el cabecilla Abd-el-Krim asalta la primera posición.
- 1927: en Chile el general Carlos Ibáñez del Campo (vicepresidente de la República) funda Carabineros de Chile.
- 1928: en España se funda el Patronato Nacional de Turismo.
- 1936: en los Estados Unidos, el sindicato UAW (United Auto Workers: trabajadores automotrices unidos) se independiza de la American Federation of Labor (Federación estadounidense del Trabajo).
- 1941: en Grecia ―en el marco de la Segunda Guerra Mundial― las tropas nazis alemanas invaden la ciudad de Atenas.
- 1941: en Eslovenia ―en el marco de la Segunda Guerra Mundial― el Partido Comunista de Eslovenia, los Socialistas Cristianos Eslovenos, los Sokols Eslovenos (también conocidos como Demócratas Nacionales) y un grupo de intelectuales progresistas establecen el Frente de Liberación de la Nación Eslovena.
- 1945: en Dongo (Italia), partisanos antifascistas capturan al exdictador Benito Mussolini (quien intentaba escapar de Italia disfrazado de soldado alemán). Al día siguiente lo lincharán.
- 1945: en el marco de la Segunda Guerra Mundial, se proclama la Segunda República de Austria y su independencia de la Alemania nazi.
- 1945: en Finlandia ―en el marco de la Segunda Guerra Mundial―, los lapones finalmente expelen a los nazis de su país.
- 1948: Israel perpetra la Operación Chamtey, que destruye las ciudades árabes que rodean a la ciudad israelí de Jaffa.
- 1950: Gran Bretaña reconoce al Estado de Israel.
- 1950: en Sudáfrica ―copiando el sistema de apartheid que estará vigente en los Estados Unidos hasta 1967― el Gobierno blanco decreta la Ley de Áreas Grupales.
- 1953: el Gobierno de Estados Unidos ofrece 50 000 dólares a cualquier piloto soviético que escape a Corea del Sur con un avión de combate MiG-15.
- 1960: Togo se independiza del Imperio francés.
- 1961: Sierra Leona se independiza del Imperio británico, con Milton Margai como primer ministro.
- 1962: a 884 metros de altura, sobre el atolón Kiritimati, a las 6:02 de la madrugada (hora local) Estados Unidos detona su bomba atómica Aztec, de 410 kilotones. Es la bomba n.º 229 de las 1132 que Estados Unidos detonó entre 1945 y 1992.
- 1963: en la Unión Soviética, el pueblo de Moscú recibe cálidamente a Fidel Castro en su primer viaje a la ese país.
- 1965: en República Dominicana, marines estadounidenses realizan una invasión a este país soberano para sofocar el levantamiento popular dirigido por Francisco Caamaño (1932-1973).
- 1967: en Montreal (Canadá) se inaugura oficialmente la Expo 67 con una gran ceremonia de apertura que se difunde a todo el mundo por televisión.
- 1971: en África, Sierra Leona se independendiza del Reino Unido.
- 1974: en la ciudad de Washington (Estados Unidos) más de 10 000 personas se manifiestan exigiendo el juicio político contra el presidente Richard Nixon, por haber perpetrado espionaje telefónico (escándalo Watergate).
- 1978: en Afganistán, toma el poder el partido comunista en lo que será conocido como la Revolución de Saur.
- 1978: en Arizona (Estados Unidos), John Ehrlichman (secretario del presidente Nixon) es liberado tras 18 meses de prisión por delitos de corrupción relacionados con el escándalo Watergate.
- 1981: en los Estados Unidos, la empresa Xerox PARC introduce el ratón.
- 1984: en Barcelona (España) sale de la cadena de montaje de la empresa Seat el primer automóvil Ibiza.
- 1986: en la Unión Soviética, la ciudad de Prípiat es evacuada tras el accidente nuclear de Chernóbil.
- 1987: el Departamento de Justicia de Estados Unidos prohíbe la entrada al país presidente austríaco Kurt Waldheim (y a su esposa, Elisabeth, quien también fue nazi como él), acusándolo de cómplice de las deportaciones y ejecuciones de miles de judíos austríacos mientras era oficial del ejército alemán durante la Segunda Guerra Mundial.
- 1989: en Jordania, Hussein de Jordania anuncia convocatoria de elecciones.
- 1992: Serbia y Montenegro proclaman la nueva República Federal de Yugoslavia.
- 1992: en Reino Unido, Betty Boothroyd se convierte en la primera mujer en ser elegida presidenta de la Cámara de los Comunes en sus siete siglos de Historia.
- 1992: la Federación Rusa y otras 12 repúblicas soviéticas se vuelven miembros del FMI (Fondo Monetario Internacional) y del Banco Mundial.
- 1993: cerca de Libreville (Gabón) se estrella un avión con destino a Dakar (Senegal). Pierden la vida todos los miembros de la selección de fútbol de Zambia, que iban a jugar un partido eliminatorio contra la selección senegalesa, para la Copa Mundial de Fútbol 1994.
- 1994: en Sudáfrica se celebran las primeras elecciones multirraciales libres (los varones y mujeres de piel negra pueden votar), poniendo fin al período conocido como apartheid (27 años después de que Estados Unidos logró eliminar ―al menos desde el punto de vista legal― este mismo flagelo).
- 1996: finaliza la invasión israelí («guerra» del Líbano).
- 1996: En Argentina, en un documento autocrítico titulado "Caminando hacia el Tercer Milenio",[2]el Episcopado argentino pidió "perdón a Dios" por los "crímenes cometidos" en el país en la década de 1970 durante la dictadura, en especial "por los que tuvieron como protagonistas a hijos de la Iglesia Católica", y lamentaron "la participación en la violación de los derechos humanos".
- 2000: en Estados Unidos, la prensa reconoce que durante la guerra de Vietnam (1955-1975) el ejército estadounidense utilizó el defoliante «agente naranja», que causó deformaciones a más de 0,3 millones de niños en ese país en los últimos 25 años.
- 2005: primer vuelo del Airbus A380, el avión más grande del mundo.
- 2006: en la ciudad de Nueva York (Estados Unidos) comienza la construcción de la Torre de la Libertad (más tarde renombrada One World Trade Center, debido a las protestas contra la muerte de más de un millón de civiles en Irak en venganza por el atentado terrorista contra las Torres Gemelas).
- 2007: en Tallin (Estonia), tras dos noches consideradas «los peores disturbios de la historia de Estonia», el Gobierno traslada el Monumento a los libertadores de Tallin (1947) en memoria a los soldados soviéticos muertos para liberar a esta ciudad de la ocupación nazi, en la Segunda Guerra Mundial (1939-1945).
- 2010: el exdictador panameño Manuel Antonio Noriega es extraditado a Francia desde una cárcel en Miami (Estados Unidos), para ser juzgado por cargos de lavado de dinero.[3]
- 2011: en Estados Unidos, una oleada de tornados afecta a Tennessee, Texas, Arkansas, Oklahoma, Míchigan, Indiana, Misisipi, Nueva York, Luisiana, Kentucky, Ohio, Misuri y más regiones.
- 2011: en Nueva York, el Consejo de Seguridad de las Naciones Unidas adopta la Resolución 1978 y la Resolución 1979.
- 2014: en la Ciudad del Vaticano, son canonizados los papas Juan XXIII y Juan Pablo II por el papa Francisco.
- 2019: en la ciudad de Poway (32 km al norte de San Diego, en el estado de California), un tal John Earnest (anticomunista y antisemita de 19 años) ingresa en una sinagoga judía y tirotea a los presentes. Asesina a una mujer de 60 años (que se interpuso ante el rabino) y hiere a varios.

## Nacimientos
- 85 a. C.: Décimo Junio Bruto Albino, político y general romano (f. 43 a. C.).
- 1650: Carlota Amalia de Hesse-Kassel, aristócrata alemana (f. 1714), esposa del rey danés Cristián V.
- 1701: Carlos Manuel III de Cerdeña, aristócrata francés (f. 1773).
- 1733: Joseph Gottlieb Kölreuter, botánico alemán (f. 1806).
- 1737: Edward Gibbon, historiador y político británico (f. 1794).
- 1748: Adamantios Koraís, filósofo y académico humanista griego (f. 1833).
- 1758: Charles Dumont de Sainte Croix, zoólogo francés (f. 1830).

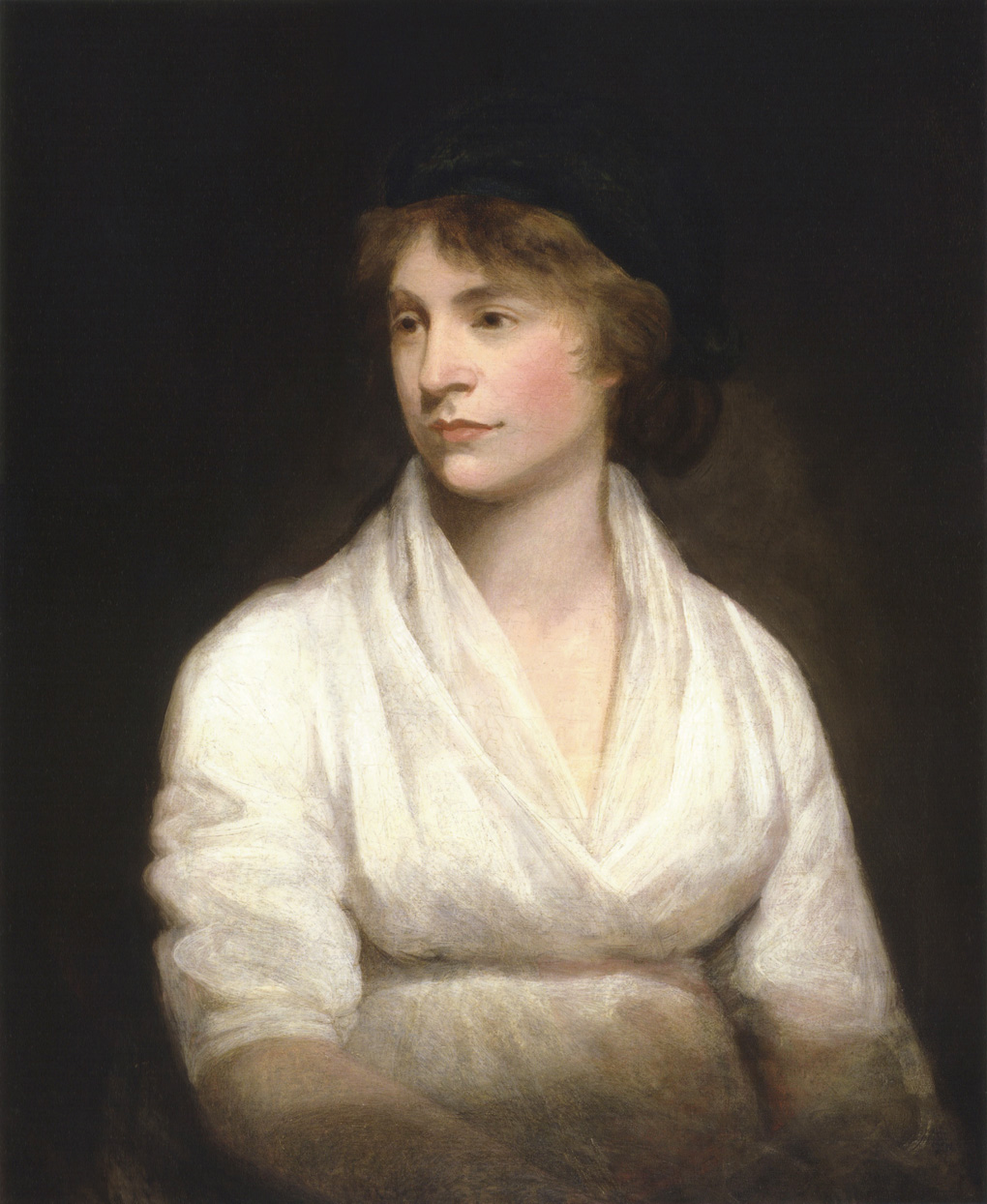
Mary Wollstonecraft.

- 1759: Mary Wollstonecraft, novelista, filósofa e historiadora británica (f. 1797).
- 1770: Edward Codrington, almirante británico (f. 1851).
- 1788: Charles Robert Cockerell, arquitecto, arqueólogo y escritor británico (f. 1863).
- 1791: Samuel Morse, pintor e inventor estadounidense (f. 1872).
- 1797: Jean Victor Audouin, naturalista, entomólogo y ornitólogo francés (f. 1841).
- 1802: Louis Niedermeyer, compositor y profesor franco-suizo (f. 1861).
- 1806: María Cristina de Borbón, aristócrata siciliana (f. 1878), esposa del rey español Fernando VII.
- 1811: Sor Patrocinio, monja española (f.1891)
- 1812: Friedrich von Flotow, compositor alemán (f. 1883).
- 1820: Herbert Spencer, filósofo, biólogo, antropólogo y sociólogo británico (f. 1903).
- 1822: Ulysses S. Grant, político, militar y presidente estadounidense entre 1869 y 1877 (f. 1885).
- 1824: Francisco Vargas Fontecilla, jurista y político chileno (f. 1884).
- 1828: Federico Martínez Matos, pintor cubano, retratista de la época colonial cubana.
- 1840: Edward Whymper, montañista, explorador, escritor e ilustrador británico-francés (f. 1911).
- 1853: Jules Lemaître, dramaturgo y crítico francés (f. 1914).
- 1856: Tongzhi, emperador chino (f. 1875).
- 1857: Theodor Kittelsen, pintor y ilustrador noruego (f. 1914).
- 1862: Rudolph Schildkraut, actor turco-estadounidense (f. 1930).
- 1876: Con Leahy, atleta irlandés (f. 1921).
- 1881: Móric Esterházy, aristócrata y político húngaro (f. 1960).
- 1883: Hubert Harrison, activista socialista ateo del movimiento negro (f. 1927).
- 1887: Blanquita Becerra, cantante y actriz cubana (f. 1985).
- 1887: Toribio Echeverría, escritor, político y humanista español (f. 1968).
- 1887: José Pérez Jiménez, pintor español (f. 1967).
- 1888: Abraham Valdelomar, periodista, cuentista y escritor peruano (f. 1919).
- 1892: Albert Rudomine, fotógrafo francés (f. 1975).
- 1893: José Belbiure Serrano, escultor español (f. 1951).
- 1893: Draža Mihajlović, general serbio monárquico anticomunista (f. 1946).
- 1893: Pablo de Yugoslavia (Pablo Karadordevich), aristócrata y regente yugoslavo (f. 1976).
- 1894: Nicolas Slonimsky, pianista, director de orquesta y compositor judío ruso (f. 1995).
- 1896: Rogers Hornsby, jugador y entrenador estadounidense de béisbol (f. 1963).
- 1896: Wallace Carothers, químico estadounidense, inventor del nailon (f. 1937).
- 1897: Francisco Labbé Labbé, político chileno (f. 1981).
- 1898: Ludwig Bemelmans, escritor e ilustrador italiano-estadounidense (f. 1962).
- 1899: Walter Lantz, caricaturista, animador, productor, guionista y actor estadounidense (f. 1994).
- 1904: Cecil Day-Lewis, poeta y escritor irlandés (f. 1972).
- 1904: Nikos Zachariadis, político griego (f. 1973).
- 1904: Humberto Vázquez-Machicado, historiador boliviano (f. 1957).
- 1908: Carlo Felice Trossi, piloto italiano de automovilismo (f. 1949).
- 1909: Guillermo León Valencia, presidente colombiano (f. 1971).
- 1910: Chiang Ching-kuo, político, primer ministro y presidente taiwanés entre 1972 y 1988 (f. 1988).
- 1911: Antonio Sastre, futbolista argentino (f. 1987).
- 1912: José Pellicer Gandía, anarquista y revolucionario español (f. 1942).
- 1912: Renato Rascel, actor y compositor italiano (f. 1991).
- 1913: Philip Abelson, físico y escritor estadounidense (f. 2004).
- 1913: Irving Adler, matemático, escritor y académico estadounidense (f. 2012).
- 1913: Luz Long (Carl Ludwig Lutz Long), atleta y militar alemán (f. 1943).
- 1920: Guido Cantelli, director de orquesta y músico italiano (f. 1956).
- 1921: Robert Dhéry, actor, director y guionista francés (f. 2004).
- 1921: Pastorita Núñez, guerrillera cubana (f. 2010).
- 1921: John Stott, religioso y teólogo británico (f. 2011).
- 1922: Jack Klugman, actor estadounidense (f. 2012).
- 1923: Carlos Edmundo de Ory, poeta español (f. 2010).
- 1923: Guillermo Evans, atleta olímpico argentino (f. 1981).
- 1923: Eduardo García de Enterría, jurista español (f. 2013).
- 1923: Eugenio Heiremans, empresario chileno (f. 2010).
- 1924: Mario Romeu, pianista y compositor cubano (f. 2017).
- 1925: Alfonso Grados Bertorini, periodista y político peruano (f. 2010).
- 1926: Julio Montt, médico chileno (f. 2019).
- 1927: Tato Bores, humorista argentino (f. 1996).
- 1927: Karl Alexander Müller, físico suizo, premio nobel de física en 1987.
- 1927: Coretta Scott King, activista y escritora afroestadounidense (f. 2006).
- 1928: Julio Rodríguez Villanueva, científico español (f. 2017).
- 1929: Nina Ponomaryova, lanzadora de disco y entrenadora soviética (f. 2016).
- 1930: Abelardo Vicioso, escritor, político y abogado dominicano.
- 1931: Krzysztof Komeda, compositor, pianista de jazz y arreglista polaco (f. 1969).
- 1931: Ígor Óistraj, violinista y educador ucraniano (f. 2021).
- 1932: Anouk Aimée, actriz judía francesa.
- 1932: Pik Botha, político, abogado y diplomático sudafricano (f. 2018).
- 1932: Marujita Díaz, actriz y cantante española (f. 2015).
- 1932: Casey Kasem, historiador de la música, celebridad de la radio, actor de voz y diyéi árabe-estadounidense (f. 2014).
- 1932: Joaquín Prat, locutor y presentador español (f. 1995).
- 1932: Agustín Rodríguez Sahagún, político y abogado español (f. 1991).
- 1933: Rafael Guillén, poeta español (f. 2023).
- 1933: Bob Bondurant, piloto estadounidense de automovilismo (f. 2021).
- 1934: Gonzalo Martínez Ortega, cineasta mexicano (f. 1998).
- 1935: Theo Angelópulos, cineasta griego (f. 2012).
- 1935: Raúl Troncoso, político chileno (f. 2004).
- 1937: Sandy Dennis, actriz estadounidense (f. 1992).
- 1939: Stanislaw Dziwisz, cardenal polaco.
- 1939: João Bernardo Vieira, político y presidente guineano (f. 2009).
- 1940: Pepe Mediavilla, actor de doblaje español (f.2018).
- 1941: Lutz Ackermann, escultor alemán.
- 1941: Fethullah Gülen, predicador y teólogo turco.
- 1942: Jim Keltner, baterista estadounidense.
- 1943: Helmut Marko, piloto automovilístico austríaco.
- 1944: Michael Fish, meteorólogo y periodista británico.
- 1944: Cuba Gooding Sr., cantante estadounidense (f. 2017).
- 1946: Franz Roth, futbolista alemán.
- 1947: María del Mar Bonet, cantante española.
- 1948: Pedrito Negro Blanco-Gómez, alfabetizador cubano que será asesinado a los 13 años de edad (f. 1961).[4]
- 1948: Josef Hickersberger, futbolista y entrenador austríaco.
- 1948: Kate Pierson, bajista, cantante y compositora estadounidense.
- 1949: Pedro Torres Cruces, ciclista español.
- 1950: Christian Zacharias, director de orquesta y pianista alemán nacido en India.
- 1951: Ace Frehley, guitarrista y compositor estadounidense de rock, de la banda Kiss.
- 1951: Jim Justice, empresario y político estadounidense, Gobernador de Virginia Occidental desde 2017.
- 1952: George Gervin, baloncestista estadounidense.
- 1952: Ari Vatanen, piloto de rally finlandés.
- 1953: Arielle Dombasle, actriz y modelo franco-estadounidense.
- 1953: Rosanna Falasca, cantante de tango argentina (f. 1983).
- 1954: Frank Bainimarama, militar, político y primer ministro fiyiano.
- 1955: Eric Schmidt, ingeniero y empresario estadounidense.
- 1956: Kevin McNally, actor británico.
- 1957: Luis Carvajal Basto, político colombiano.
- 1957: Ricardo Larraín, cineasta, guionista, productor y montador chileno (f. 2016).
- 1959: Laurent del Colombo, yudoca francés.
- 1959: Sheena Easton, cantante británica.
- 1959: Marco Pirroni, cantante, compositor, guitarrista y productor británico.
- 1959: Andrew Fire, biólogo estadounidense.
- 1960: Martín Berasategui, cocinero español.
- 1961: Nacho García Vega, músico español, de la banda Nacha Pop.
- 1962: Ángel Comizzo, futbolista y entrenador argentino.
- 1962: Edvard Moser, neurocientífico y psicólogo noruego.
- 1962: Gabriel Orozco, artista plástico mexicano.
- 1963: Russell T Davies, guionista y productor británico.
- 1965: Anna Chancellor, actriz británica.
- 1965: Juan Falcón, actor cubano
- 1966: Matt Reeves, director, productor y guionista estadounidense.
- 1966: Yoshihiro Togashi, ilustrador japonés.
- 1966: Marco Werner, piloto de automovilismo alemán.
- 1966: Siobhan Finneran, actriz británica.
- 1967: Guillermo Alejandro de los Países Bajos, rey neerlandés.
- 1967: Karina Rabolini, empresaria y modelo argentina.
- 1967: Erik Thomson, actor neozelandés.
- 1968: Cristian Mungiu, cineasta rumano.
- 1969: Cory Booker, abogado y político afroestadounidense.
- 1969: Darcey Bussell, bailarina británica.
- 1971: Camilo Cifuentes, es un humorista y médico colombiano.
- 1973: Sharlee D'Angelo, bajista y compositor sueco.
- 1973: Sébastien Lareau, tenista canadiense.
- 1973: Khotan Fernández, actor mexicano.
- 1974: Cristian Stellini, futbolista italiano.
- 1975: Pedro Feliz, beisbolista dominicano.
- 1976: Isobel Campbell, cantante, compositora y chelista británica.
- 1976: Sally Hawkins, actriz británica.
- 1976: Walter Pandiani, futbolista uruguayo.
- 1976: Olaf Tufte, remero noruego.
- 1977: Courtney Alexander, baloncestista estadounidense.
- 1977: Alejandro Meloño, futbolista uruguayo.
- 1977: Orber Moreno, beisbolista venezolano.
- 1978: Sebastián Ariel Romero, futbolista argentino.
- 1979: Vladimir Kozlov, luchador ucraniano.
- 1979: William Boyd, bajista estadounidense, de la banda Evanescence.
- 1979: Óscar Emilio Rojas, futbolista costarricense.
- 1980: Carlos Arias, futbolista boliviano.
- 1980: Sybille Bammer, tenista austríaca.
- 1980: Anderson Cléber Beraldo, futbolista brasileño.
- 1980: Christian Lara, futbolista ecuatoriano.
- 1981: Fabrizio Faniello, cantante maltés.
- 1982: François Parisien, ciclista canadiense.
- 1982: Jordi Codina, futbolista español.
- 1982: Valentina Lizcano, actriz y presentadora colombiana.
- 1983: Óscar Figueroa, es un exlevantador de pesas colombiano que competía en la categoría de los 62 kilogramos.
- 1984: Hannes Þór Halldórsson, futbolista islandés.
- 1984: Patrick Stump, músico estadounidense, de la banda Fall Out Boy.
- 1985: Jon Howard, músico estadounidense.
- 1985: Horacio Zeballos, tenista argentino.
- 1986: Jenna Coleman, actriz británica.
- 1986: Elena Risteska, cantante macedonia.
- 1986: Dinara Sáfina, tenista rusa.
- 1987: Ignacio Casale, piloto de cuatrimoto chileno.
- 1987: Jonathan Castroviejo, ciclista español.
- 1987: William Moseley, actor británico.
- 1988: Bakary Koné, futbolista burkinés.
- 1988: Lizzo, cantante y rapera estadounidense.
- 1989: Lars y Sven Bender, futbolistas alemanes.
- 1989: Cristian López, futbolista español.
- 1989: Milagros Schmoll, modelo argentina.
- 1989: Mária Korenčiová, futbolista eslovaca.
- 1989: Emily Rios, actriz y modelo estadounidense.
- 1990: Mitch Apau, futbolista neerlandés.
- 1990: Robin Bengtsson, cantante sueco.
- 1990: Martin Kelly, futbolista británico.
- 1991: Isaac Cuenca, futbolista español.
- 1991: Álvaro Vázquez, futbolista español.
- 1991: Francesco Rossi, futbolista italiano.
- 1991: Niklas Gunnarsson, futbolista noruego.
- 1991: Marko Lešković, futbolista croata.
- 1991: Kurt Frederick, futbolista santalucense.
- 1991: Lara Gut, esquiadora suiza.
- 1992: Allison Iraheta, cantante estadounidense.
- 1992: Enric Saborit, futbolista español.
- 1993: Michael Casazola, futbolista panameño.
- 1993: Dimitris Kolovos, futbolista griego.
- 1994: Corey Seager, beisbolista estadounidense.
- 1994: Ignacio Monsalve Vicente, futbolista español.
- 1994: Ryosuke Maeda, futbolista japonés.
- 1995: Nick Kyrgios, tenista australiano.
- 1995: Alberto Quiles, futbolista español.
- 1995: Boston Scott, jugador de fútbol americano estadounidense.
- 1996: Dunstan Vella, futbolista maltés.
- 1996: Gianfranco Larrosa, futbolista uruguayo.
- 1996: Christian Moreno, futbolista argentino.
- 1996: Alan Sosa, futbolista argentino.
- 1997: Samir Ramírez, futbolista panameño.
- 1997: Josh Onomah, futbolista inglés.
- 1997: Jaime Echenique, baloncestista colombiano.
- 1997: Eleni Frommann, atleta alemana.
- 1997: Florian Verhaeghe, rugbista francés.
- 1998: Mohammad Abu Fani, futbolista israelí.
- 1998: Jakob Egholm, ciclista danés.
- 1998: Cristian Romero, futbolista argentino.

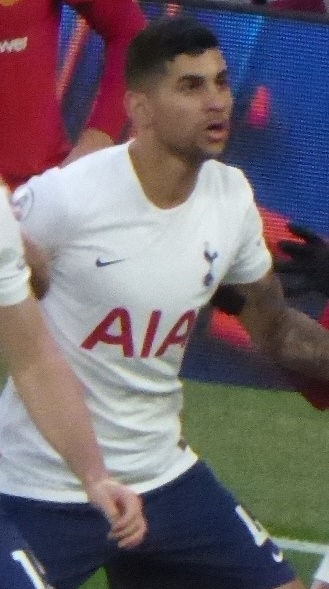

- 1998: Kaj Sierhuis, futbolista neerlandés.
- 1999: Joel Asoro, futbolista sueco.
- 1999: Lauren Bate, ciclista británica.
- 1999: Mauro Brasil, futbolista uruguayo.
- 1999: Ola Brynhildsen, futbolista noruego.
- 1999: Silvia Crosio, remera italiana.
- 1999: Allie Goodbun, actriz y bailarina canadiense.
- 1999: Mathilde Gros, ciclista francesa.
- 1999: Kan Kobayashi, futbolista japonés.
- 1999: Koki Hasegawa, futbolista japonés.
- 1999: Piotr Pyrdoł, futbolista polaco.
- 1999: Alessandro Sibilio, atleta italiano.
- 1999: Sambou Sissoko, futbolista francés.
- 1999: Elise Trouw, cantautora estadounidense.
- 1999: Joe Bell, futbolista neozelandés.
- 1999: Stefan Heincz, arquero austriaco.
- 2000: David Beckmann, piloto de automovilismo alemán.
- 2000: Be'O, cantante surcoreano.
- 2000: Vasilissa Buinaya, nadadora rusa.
- 2000: Alfred Canales, futbolista chileno.
- 2000: Annik Kälin, atleta suiza.
- 2000: Paula Leitón, waterpolista española.
- 2000: Hugo Javier Martínez, futbolista paraguayo.
- 2000: Celia Monedero, actriz española.
- 2001: Augustinas Klimavičius, futbolista lituano.
- 2001: Flavius Daniliuc, futbolista austriaco.
- 2002: Anthony Elanga, futbolista sueco.
- 2003: Luis Carbonell Artajona, futbolista español.
- 2003: Arnau Rafús, futbolista español.
- 2005 : Mathys Tel, futbolista francés.

## Fallecimientos
- 483 a. C.: Buda, fundador del budismo (n. 563 a. C.)
- 630: Ardashir III, rey persa (n. 621).
- 1404: Felipe II el Atrevido, duque borgoñés (n. 1342).
- 1521: Fernando de Magallanes, navegante y conquistador portugués al servicio de España (n. 1480); en combate con aborígenes malayos.
- 1599: Maeda Toshiie, general japonés (n. 1539).
- 1605: León XI, papa italiano (n. 1535).
- 1656: Jan van Goyen, pintor e ilustrador neerlandés (n. 1596).
- 1656: Gerard van Honthorst, pintor caravaggista flamenco (n. 1590).
- 1702: Jean Bart, almirante naval francés, marino navegante, caballero y corsario dunkerquese de la orden de san luis (n. 1651).
- 1810: Francisco Cabarrús, financiero español de origen francés (n. 1752).
- 1813: Zebulon Pike, general y explorador estadounidense (n. 1779).
- 1827: Joaquín Blake, militar español (n. 1759).
- 1834: Thomas Stothard, pintor británico (n. 1755).
- 1849: Pedro Ignacio de Castro Barros, político y sacerdote argentino (n. 1777).
- 1870: José Benjumeda y Gens, médico español (n. 1787).
- 1873: William Macready, actor británico (n. 1793).
- 1882: Ralph Waldo Emerson, poeta y filósofo estadounidense (n. 1803).
- 1893: John Ballance, periodista, político y primer ministro neozelandés, de origen irlandés (n. 1839).
- 1915: Aleksandr Skriabin, compositor y pianista ruso (n. 1872).
- 1924: Adolf Oborny, botánico alemán (n. 1840).
- 1932: Hart Crane, poeta estadounidense (n. 1899).
- 1936: Karl Pearson, matemático y académico británico (n. 1857).
- 1937: Antonio Gramsci, político y pedagogo italiano (n. 1891).
- 1937: Antonio Martín Escudero, cantaor y anarcosindicalista español (n. 1895).
- 1938: Edmund Husserl, filósofo y matemático moravo, fundador de la fenomenología trascendental (n. 1859).
- 1940: Joaquín Mir, pintor español (n. 1873).
- 1942: Emil von Sauer, compositor, pianista, editor de partituras y profesor de piano alemán (n. 1862).
- 1943: Enrique Hauser y Neuburger, ingeniero español (n. 1866).
- 1952: Guido Castelnuovo, matemático y estadístico italiano (n. 1865).
- 1961: Roy Del Ruth, cineasta, productor y guionista estadounidense (n. 1893).
- 1965: Edward R. Murrow, periodista estadounidense (n. 1908).
- 1969: René Barrientos Ortuño, militar, piloto, político y presidente boliviano (n. 1919).
- 1972: Kwame Nkrumah, político ghanés, 1.º presidente de su país (n. 1909).
- 1973: Carlos Menditéguy, piloto automovilístico y jugador argentino de polo (n. 1914).
- 1976: Jesús Pabón, historiador y político español (n. 1902).
- 1977: Stanley Adams, actor y guionista estadounidense (n. 1915).
- 1977: Héctor Germán Oesterheld, escritor de historietas argentino; asesinado por la dictadura (n. 1919).
- 1988: Guillermo Haro Barraza, astrónomo mexicano (n. 1913).
- 1989: Konosuke Matsushita, empresario japonés, fundador de Panasonic (n. 1894).
- 1992: Olivier Messiaen, compositor y organista francés (n. 1908).
- 1992: Gerard K. O'Neill, físico y astrónomo estadounidense (n. 1927).
- 1993: Godfrey Chitalu, futbolista zambiano (n. 1947).
- 1996: William Colby, director de inteligencia y diplomático estadounidense (n. 1920).
- 1996: Gilles Grangier, cineasta y guionista francés (n. 1911).
- 1997: Gabriel Figueroa, director de fotografía mexicano (n. 1907).
- 1997: Dulce María Loynaz, poetisa cubana (n. 1902).
- 1998: Dominique Aury, escritora francesa (n. 1907).
- 1998: Carlos Castañeda, escritor y antropólogo peruano (n. 1925).
- 1999: Raúl H. Castagnino, novelista, ensayista, crítico e investigador literario argentino (n. 1914).
- 1999: Al Hirt, líder de banda y trompetista estadounidense de jazz (n. 1922).
- 1999: Tusam (Juan José del Pozo), mentalista e hipnotizador argentino (n. 1932).
- 2002: George Alec Effinger, escritor estadounidense (n. 1947).
- 2002: Ruth Handler, inventora y empresaria estadounidense, creadora de la muñeca Barbie (n. 1916).
- 2002: Edgardo Prátola, futbolista argentino (n. 1969).
- 2003: Bernard Katz, biofísico británico (n. 1911).
- 2004: Ángela Alessio Robles, ingeniera mexicana (n. 1917).
- 2006: Julia Thorne, escritora estadounidense (n. 1944).
- 2007: Mstislav Rostropóvich, violonchelista, director de orquesta y músico soviético (n. 1927).
- 2008: Frances Yeend, soprano estadounidense (n. 1913).
- 2010: Ismael González Núñez, atleta español (n. 1984).
- 2011: Orlando Bosch, terrorista cubano al servicio de la CIA estadounidense.
- 2011: Rafael Menjívar Ochoa, escritor salvadoreño (n. 1959).
- 2011: Bárbara Paciorek Paleta, artista polaca (n. 1951).
- 2013: Aída Bortnik, guionista, periodista y escritora argentina.
- 2014: Vujadin Boškov, futbolista y entrenador serbio (n. 1931).
- 2014: Theo Constante, maestro, pintor, muralista y escultor ecuatoriano (n. 1934).
- 2015: Verne Gagne, jugador y entrenador estadounidense de fútbol americano (n. 1926).
- 2017: Vinod Khanna, actor y político indio (n. 1946).
- 2018: Álvaro Arzú, político guatemalteco, presidente de Guatemala entre 1996 y 2000 (n. 1946).
- 2019: Negaso Gidada, político etíope, presidente de Etiopía entre 1995 y 2001 (n. 1943).
- 2021: René Padilla, teólogo y misiólogo ecuatoriano (n. 1932).
- 2021: Aristóbulo Istúriz, profesor y político venezolano (n. 1946).
- 2022: Carlos García Cambón, futbolista y director técnico argentino (n. 1949).
- 2023: Jerry Springer, presentador de la televisión estadounidense (n. 1944).

## Celebraciones
- Día Mundial del Diseño.
Se celebra por iniciativa del Consejo Internacional de Asociaciones de Diseño Gráfico (Icograda).

- Día del Código Morse.

- Día Mundial del Tapir.

Por países
(Por orden alfabético)
- Afganistán: 
  - Día de la Victoria.[5]

- Argentina: 
  - Día del Agente de Viajes.[6]

- Chile: 
  - Día de los Carabineros de Chile.

- Colombia:
  - Festival de la Leyenda Vallenata.
(entre 27 de abril y 1 de mayo).

- El Salvador: 
  - Día del Telegrafista.

- Países Bajos: 
  - Día del Rey.

- Sierra Leona: 
  - Día de la Independencia.

- Togo: 
  - Día de la Independencia.

### Santoral católico

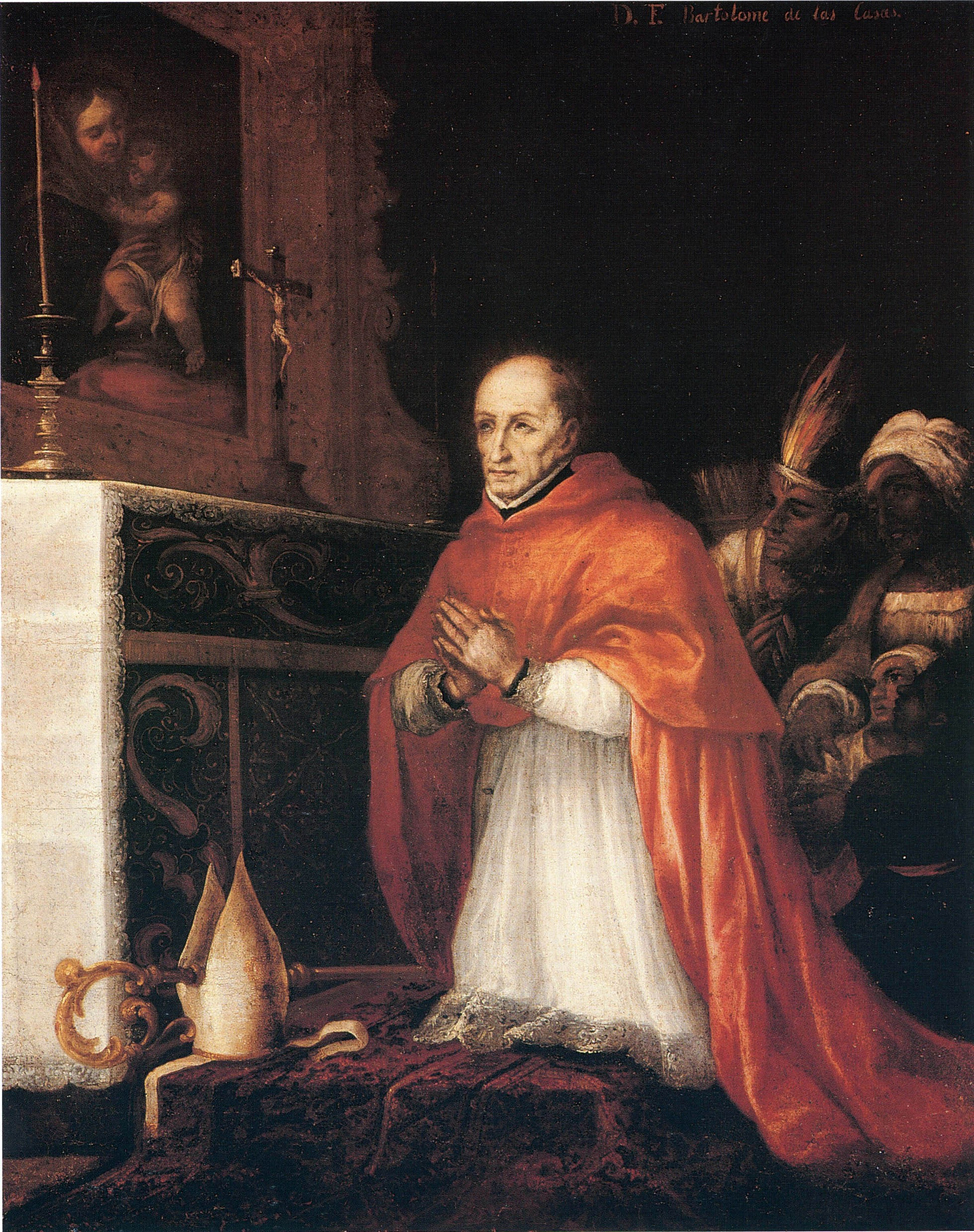
Santo Toribio de Mogrovejo.

- Día del Obispo. La Iglesia católica celebra cada 27 de abril, fiesta litúrgica de Santo Toribio de Mogrovejo, Patrono del Episcopado Latinoamericano.[7](imagen ilustrativa).
- San Simeón de Jerusalén, obispo y mártir (107).
- San Polión de Cibali, lector y mártir (c. 303).
- San Teodoro de Tabennesi, abad (s. IV).
- San Liberal de Altino, eremita (c. 400).
- San Macaldo de Man, obispo (s. VII).
- San Juan de Afusia, hegúmeno (s. IX).
- Santa Zita de Luca, virgen (1278).
- Santa Montserrat, Virgen, Patrona de Catalunya (1881).
- Beato Pedro Ermengol (1304).
- Beato Jacobo de Iádere Varinguer, religioso (c. 1485).
- Beata Catalina de Kotor, virgen (1565).
- Beato Nicolás Roland, presbítero (1678).
- San Lorenzo Nguyen Van Huong, presbítero y mártir (1856).
- Beata María Antonia Bandrés y Elósegui, virgen (1919).

Por países
(Por orden alfabético)
- España: 
  - Día de la Virgen de Montserrat (Cataluña).